# Marsdenia micradenia
Marsdenia micradenia là một loài thực vật có hoa trong họ La bố ma. Loài này được (Benth.) P.I. Forst. mô tả khoa học đầu tiên năm 1995.